# 13234 Наташаоуен
13234 Наташаоуен (13234 Natashaowen) — астероїд головного поясу, відкритий 22 березня 1998 року.
Тіссеранів параметр щодо Юпітера — 3,667.